# ちいさな恋
「ちいさな恋」（ちいさなこい）は、1972年2月5日に発売された天地真理の2枚目のシングル。
売上54万枚。累計売上は90万枚（公称）。

## 解説
- 天地真理の2枚目のシングル曲で、天地自身初のオリコン1位を記録した曲である。

## オリコンチャート記録
- オリコン10位以内には、1972年（昭和47年)2月14日に4位で初登場。その5週後に週間オリコン1位を4週連続で獲得し、12週間にわたってオリコン10位以内にランクイン、100位以内に22週にわたってランクインした。オリコン集計では54.7万枚。また、1972年(昭和47年)年間オリコンでは9位を記録するなど、1972年（昭和47年）の歌謡界を代表する作品の1つとなった。

## 収録曲
- 全曲作曲：浜口庫之助／編曲：馬飼野俊一

1. ちいさな恋
作詞：安井かずみ
2. ある日私も
作詞：わだじゅんこ

## 収録アルバム
- GOLDEN☆BEST 天地真理 コンプリート・シングル・コレクション・アンド・モア
- 天地真理 プレミアム・ボックス
- 35th Anniversary（2006年ヴォーカル・ニューバージョン）